# Budinszky László
Budinszky László (Budapest, 1895. október 24. – Budapest, 1946. március 9.) nyilas politikus, Szálasi-kormány igazságügy-minisztere, háborús bűnös.

## Élete
Fiatalkorában gimnáziumi tanulmányai mellett apja kitaníttatta a kovácsmesterségre, hogy becsülje a fizikai munkát. Középiskolás korában egy ideig a vallás- és közoktatásügyi minisztériumban is dolgozott. Az első világháborúban a 3. bosnyák gyalogezredben szolgált, mint zászlós, majd tartalékos hadnagy. A Godowa környéki harcokban bátorságáért ezüst vitézségi érmet kapott, majd orosz hadifogságba esett, ahonnan majdnem két és fél év (29 hónap) múltán sikerült megszöknie.
A háború után a Műegyetem közgazdasági karán, illetve a Keleti Kereskedelmi Akadémián folytatta tanulmányait. 1938-ban belépett a Nemzeti Frontba, majd a Nyilaskeresztes Párt tagja lett s a rétsági kerület országgyűlési képviselője 1939–1944 között. 1939-től a Magyar Ügyvédek Nemzeti Egyesületének egyik alelnökeként tevékenykedett. A nyilas puccs után a Szálasi-kormány igazságügy-minisztere lett, ő készítette el a javaslatot a nemzetvezetői intézmény létrehozására; ezenkívül parancsot adott, hogy a politikai elítélteket adják át a német hatóságoknak. Nyugatra menekült, de hazahozták és a népbíróság elé került. Kötél általi halálra ítélték és kivégezték.